# Willi Frommelt
Willi Frommelt (Schaan, 18 novembre 1952) è un ex sciatore alpino liechtensteinese.

## Biografia

### Carriera sciistica
Sciatore polivalente figlio del fondista Christof e fratello dello sciatore alpino Paul e del tennistavolista Peter, a loro volta atleti di alto livello, Frommelt debuttò in campo internazionale in occasione degli XI Giochi olimpici invernali di Sapporo 1972, classificandosi 30º nella discesa libera, 22º nello slalom gigante e non completando lo slalom speciale. L'11 febbraio 1973 colse a Sankt Moritz in  discesa libera il primo piazzamento in Coppa del Mondo (9º); nelle medesime località e specialità durante i Mondiali del 1974 vinse la medaglia di bronzo: si trattò della prima medaglia vinta da un atleta liechtensteinese in una rassegna olimpica o iridata.
Ai XII Giochi olimpici invernali di Innsbruck 1976, sua ultima presenza olimpica, si aggiudicò nuovamente una medaglia di bronzo, questa volta nello slalom speciale dietro agli italiani Piero Gros e Gustav Thöni (medaglia valida anche ai fini iridati); si classificò inoltre 21º nella discesa libera, 17º nello slalom gigante e vinse la medaglia d'argento nella combinata disputata in sede olimpica ma valida solo per i Mondiali 1976. Il 9 gennaio 1977 a Garmisch-Partenkirchen ottenne in slalom gigante il suo unico podio in Coppa del Mondo (3º); l'anno dopo ai Mondiali disputati nella medesima località vinse la sua ultima medaglia iridata, il bronzo ancora nello slalom gigante. Il suo ultimo piazzamento in carriera fu il 19º posto ottenuto nello slalom gigante di Coppa del Mondo disputato il 19 marzo 1979 a Furano.

#### Bilancio della carriera
Sciatore capace di competere in tutte le specialità dello sci alpino, pur non riuscendo a vincere alcuna gara in Coppa del Mondo fu comunque in grado, negli anni 1970, di conquistare medaglie sia alle Olimpiadi, sia ai Mondiali.

### Altre attività
Dopo il ritiro Frommelt si laureò in economia e lavorò presso la Liechtensteinische Landesbank; svolse anche attività politica a livello municipale nelle file del Partito Progressista dei Cittadini.

## Palmarès

### Olimpiadi
- 1 medaglia, valida anche ai fini dei Mondiali:
  - 1 bronzo (slalom speciale a Innsbruck 1976)

### Mondiali
- 3 medaglie, oltre a quella conquistata in sede olimpica e valida anche ai fini iridati:
  - 1 argento (combinata a Innsbruck 1976)
  - 2 bronzi (discesa libera a Sankt Moritz 1974; slalom gigante a Garmisch-Partenkirchen 1978)

### Coppa del Mondo
- Miglior piazzamento in classifica generale: 19º nel 1977
- 1 podio:
  - 1 terzo posto

### Campionati svizzeri
- 2 ori (combinata nel 1973; combinata nel 1975)[senza fonte][2]